# Mittenothamnium longoreptans
Mittenothamnium longoreptans är en bladmossart som beskrevs av Jules Cardot 1913. Mittenothamnium longoreptans ingår i släktet Mittenothamnium och familjen Hypnaceae. Inga underarter finns listade i Catalogue of Life.